# گراهام فرانسوی
گراهام فرانسوی (انگلیسی: Graham French؛ زادهٔ ۶ آوریل ۱۹۴۵) بازیکن فوتبال اهل بریتانیا است.
از باشگاه‌هایی که در آن بازی کرده‌است می‌توان به باشگاه فوتبال سوئیندون تاون، باشگاه فوتبال لوتون تاون، باشگاه فوتبال ردینگ، باشگاه فوتبال ساوتپورت، باشگاه فوتبال واتفورد و باشگاه فوتبال شروزبری تاون اشاره کرد.